# Valparolapas
De weg over Valparolapas (Italiaans: Passo di Valparola) vormt de verbinding tussen de Italiaanse provincies Bolzano en Belluno. Op de pashoogte loopt ook de Italiaans/Duitse taalgrens. Aan beide zijden wordt een gemeenschappelijke taal gesproken: het Ladinisch. De zuidzijde van de Valparolapas loopt, op de eerste anderhalve kilometer na, over hetzelfde traject als de Falzaregopas.
De beklimming aan de noordzijde begint in de laatste gemeente van het Valle Badia: San Cassiano (Sankt Kassian). Een goede weg stijgt door het prachtig beboste dal naar Armentarola, beginpunt voor wandelingen in het Parco Naturale Fanes Sennes. Het landschap wordt woester en is met rotsblokken bezaaid. De pashoogte wordt iets na de provinciegrens bereikt. Iets lager ligt een groot bergmeer. De Valparolapas onderscheidt zich van de andere passen in de Dolomieten door het kale sombere rotslandschap. Iets na de pashoogte staat het zonderlinge verlaten militaire bouwwerk Tre Sassi. Dat is tussen 1897 en 1901 door de Oostenrijkers gebouwd om zich bij een eventuele Italiaanse aanval te kunnen verdedigen.
De afdaling in zuidelijke richting gaat de eerste anderhalve kilometer over een kale hoogvlakte. Aan de voet van de 2477 meter hoge Sasso di Stria aan de rechterkant, komt de weg uit op de Falzaregopas De pashoogte van de Falzarego wordt gedomineerd door de Monte Lagozuoi. Vanaf de pas gaat een kabelbaan omhoog naar deze 2802 meter hoge top. Het uitzicht op de Marmolada en de berggroep Cinque Torri is van hieruit schitterend.
De afdaling naar Cortina d'Ampezzo gaat langs de zuidhellingen van de Tofana, een van de hogere Dolomietenbergen. Na 10,5 kilometer takt bij het dorp Pocol de weg af naar de 2236 meter hoge Giaupas. Rechtdoor ligt vijf kilometer verder Cortina d'Ampezzo, de grootste plaats in de Dolomieten. Hier begint de klim naar de Tre Crocipas.

## Wielrennen
De Valparolapas is acht keer opgenomen in het parcours van wielerkoers Ronde van Italie. Als eerste passeerden de top:
- 1976 : geen bergprijs
- 1977 :  Faustino Fernández Ovies
- 1990 :  Maurizio Vandelli
- 2004 :  Fabian Wegmann
- 2012 :  Matteo Rabottini
- 2016 :  Darwin Atapuma
- 2017 :  Omar Fraile
- 2023 :  Derek Gee

## Afbeeldingen

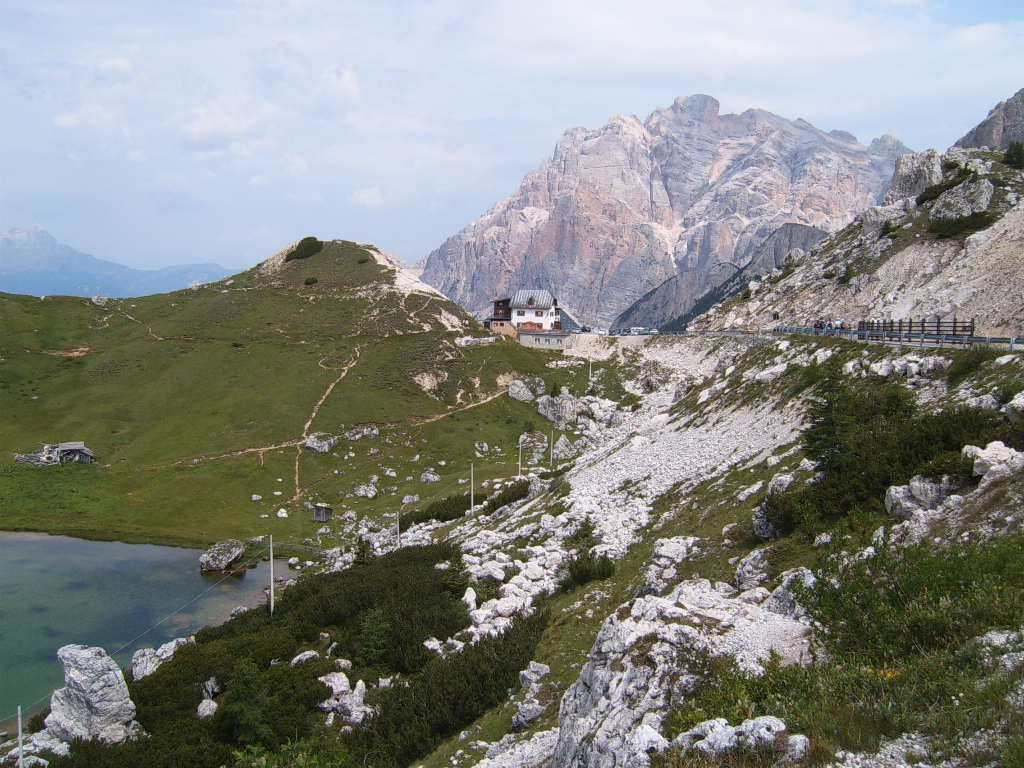
Pashoogte